# Polarização dielétrica
A polarização dielétrica é o fenômeno de deslocamento reversível das nuvens eletrônicas nos átomos ou moléculas de um material isolante (seja um sólido, líquido ou gás) à exposição de um campo elétrico externo, no qual as nuvens eletrônicas (de carga negativa) são puxadas contra o campo elétrico e os núcleos (de carga positiva) são empurrados na direção deste por forças elétricas. No regime de campo elétrico externo forte, isto é, grande em comparação à energia de ligação do átomo ou molécula, é possível gerar ionização, e nesse caso a deformação passa a ser irreversível. A deformação das nuvens eletrônicas gerada pelo campo externo faz com que os átomos ou moléculas do meio dielétrico comportem-se como dipolos elétricos, cujo campo elétrico atua em oposição àquele externo.

## Polarização

### De um átomo

Representação esquemática da interação do campo elétrico com um átomo segundo o modelo dielétrico clássico.

Dado um átomo em um campo elétrico {\displaystyle {\mathbf {E} }_{\text{ext}}}, após o equilíbrio, forma-se o momento de dipolo {\displaystyle {\mathbf {p} }} no átomo polarizado, onde a constante de proporcionalidade {\displaystyle \alpha } é chamada de polarizabilidade atômica:
{\displaystyle {\mathbf {p} }=\alpha {\mathbf {E} }_{\text{ext}}}.
O momento de dipolo clássico formado por duas cargas pontuais {\displaystyle +q} e {\displaystyle -q} ({\displaystyle q>0}) separadas por um vetor distância {\displaystyle \mathbf {d} } escreve-se como:
{\displaystyle \mathbf {p} =q\mathbf {d} }
Alguns valores para {\displaystyle {\frac {\alpha }{4\pi \varepsilon _{0}}}} em unidades de {\displaystyle 10^{-30}{\text{ m}}^{3}} podem ser encontrados em. Para uma tabela detalhada de polarizabilidades, consultar a referência externa

### De uma molécula
Diferentemente do que ocorre com átomos em que o campo elétrico induzido por polarização é sempre paralelo ao campo externo, {\displaystyle \mathbf {E} _{\text{ext}}=E_{x}{\hat {\mathbf {x} }}+E_{y}{\hat {\mathbf {y} }}+E_{z}{\hat {\mathbf {z} }}}, em materiais formados por moléculas poliatômicas, o momento de dipolo induzido, {\displaystyle \mathbf {p} =p_{x}{\hat {\mathbf {x} }}+p_{y}{\hat {\mathbf {y} }}+p_{z}{\hat {\mathbf {z} }}}, será dado de forma geral por uma equação tensorial {\displaystyle \mathbf {p} ={\boldsymbol {\alpha }}\cdot \mathbf {E} }:
{\displaystyle p_{x}=\alpha _{xx}E_{x}+\alpha _{xy}E_{y}+\alpha _{xz}E_{z}}
{\displaystyle p_{y}=\alpha _{yx}E_{x}+\alpha _{yy}E_{y}+\alpha _{yz}E_{z}}
{\displaystyle p_{z}=\alpha _{zx}E_{x}+\alpha _{zy}E_{y}+\alpha _{zz}E_{z}}
onde {\displaystyle {\boldsymbol {\alpha }}} é o tensor de polarizabilidade.
{\displaystyle {\boldsymbol {\alpha }}={\begin{bmatrix}\alpha _{xx}&\alpha _{xy}&\alpha _{xz}\\\alpha _{yx}&\alpha _{yy}&\alpha _{yz}\\\alpha _{zx}&\alpha _{zy}&\alpha _{zz}\end{bmatrix}}}
Moléculas polares são aquelas que possuem momento de dipolo mesmo na ausência de campos elétricos externos. Tais moléculas, na presença deste um campo elétrico sofrem um torque {\displaystyle {\mathbf {N} }} dado por:
{\displaystyle {\mathbf {N} }={\mathbf {p} }\times \mathbf {E} }
| Demonstração. |
| --- |
| Considere um dipolo elétrico real, cujas cargas {\displaystyle +q} e {\displaystyle -q} nas posições {\displaystyle \mathbf {r} _{+}} e {\displaystyle \mathbf {r} _{-}} estão separadas por uma distância {\displaystyle \mathbf {d=r_{+}-r_{-}} }, na presença de um campo elétrico {\displaystyle \mathbf {E} } cuja escala típica de variação espacial é muito maior que {\displaystyle d}, de forma que possamos considerá-lo uniforme na região do dipolo. O torque em cada carga é {\displaystyle \mathbf {r} \times \mathbf {E} }, portanto: |
| {\displaystyle \mathbf {N} =(\mathbf {r} _{+}\times \mathbf {F} _{+})+(\mathbf {r} _{-}\times \mathbf {F} _{-})} |
| {\displaystyle \mathbf {N} =\left[\left({\frac {\mathbf {d} }{2}}\right)\times (q\mathbf {E} )\right]+\left[\left({\frac {-\mathbf {d} }{2}}\right)\times (-q\mathbf {E} )\right]} |
| {\displaystyle \mathbf {N} =q\mathbf {d} \times \mathbf {E} } |
| {\displaystyle {\mathbf {N} }={\mathbf {p} }\times \mathbf {E} } |

## Cargas elétricas ligadas
Em um meio polarizado, verifica-se a formação de dipolos microscópicos que se afetam mutualmente de modo que o polo positivo de um atrai o polo negativo de outro e assim por diante. Como resultado, dizemos que se formam cargas elétricas ligadas tanto no volume do material como em sua superfície. Nessa situação, cada volume infinitesimal do material pode ser visto como um pequeno dipolo elétrico e é útil definir a chamada polarização {\displaystyle \mathbf {P} } como o momento de dipolo por unidade de volume. O termo ligada é utilizado para diferenciar essas cargas, presas aos seus respectivos átomos e moléculas num material isolante, das cargas ditas livres, capazes de se mover com facilidade pelo material. As densidades de carga superficial ligada {\displaystyle \mathbf {\sigma _{b}} } e a volumétrica ligada {\displaystyle \mathbf {\rho _{b}} } são dadas por:
{\displaystyle \mathbf {\sigma _{b}} \equiv \mathbf {P} \cdot \mathbf {\hat {n}} }
{\displaystyle \mathbf {\rho _{b}} \equiv -\nabla \cdot \mathbf {P} }
onde {\displaystyle {\hat {\mathbf {n} }}} é a normal externa à superfície do material, isto é, um vetor unitário perpendicular à superfície
do dielétrico.
| Potencial eletrostático gerado por um meio polarizado[1] |
| Considera-se inicialmente um objeto de polarização {\displaystyle \mathbf {P(r)} }. O potencial de tal objeto é dado integrando sobre o potencial {\displaystyle dV_{\text{dip}}(\mathbf {r} )} gerado por um dipolo infinitesimal {\displaystyle d\mathbf {p} (\mathbf {r} ')=\mathbf {P(r')} d\tau }:    |
| {\displaystyle dV_{\text{dip}}(\mathbf {r} )={\frac {1}{4\pi \varepsilon _{0}}}{\frac {{\hat {\boldsymbol {\eta }}}\cdot \mathbf {P} }{\eta ^{3}}}} onde {\displaystyle {\boldsymbol {\eta }}=\mathbf {r} -\mathbf {r} '}                                                                                  |
| Assim, |
| {\displaystyle V(\mathbf {r} )=\int dV_{\text{dip}}={\frac {1}{4\pi \varepsilon _{0}}}\int \limits _{V}{\frac {{\hat {\boldsymbol {\eta }}}\cdot \mathbf {P} }{\eta ^{3}}}\,d\tau '={\frac {1}{4\pi \varepsilon _{0}}}\int \limits _{V}\mathbf {P} \cdot \nabla '\left({\frac {1}{\eta }}\right)\,d\tau '} |
| O método de integração por partes permite escrever |
| {\displaystyle V(\mathbf {r} )={\frac {1}{4\pi \varepsilon _{0}}}\left[\int \limits _{V}\nabla '\cdot \ \left({\frac {\mathbf {P} }{\eta }}\right)\,d\tau '+\int \limits _{V}{\frac {1}{\eta }}(\nabla '\cdot \mathbf {P} )d\tau '\right]}                                                                 |
| e, por fim, a aplicação do teorema da divergência à primeira integral fornece |
| {\displaystyle V(\mathbf {r} )={\frac {1}{4\pi \varepsilon _{0}}}\oint \limits _{S}{\frac {1}{\eta }}\mathbf {P} \cdot d\mathbf {s'} +{\frac {1}{4\pi \varepsilon _{0}}}\int \limits _{V}{\frac {1}{\eta }}(\nabla '\cdot \mathbf {P} )d\tau '}                                                            |
| Definindo então as densidades de carga ligadas superficial {\displaystyle \sigma _{b}} e volumétrica {\displaystyle \rho _{b}} como |
| {\displaystyle {\begin{cases}\mathbf {\sigma _{b}} \equiv \mathbf {P} \cdot \mathbf {\hat {n}} \\\mathbf {\rho _{b}} \equiv -\nabla \cdot \mathbf {P} \end{cases}}} |
| temos |
| {\displaystyle V(\mathbf {r} )={\frac {1}{4\pi \varepsilon _{0}}}\oint \limits _{S}{\frac {\sigma _{b}}{\eta }}ds'+{\frac {1}{4\pi \varepsilon _{0}}}\int \limits _{V}{\frac {\rho _{b}}{\eta }}d\tau '}                                                                                                   |

## Susceptibilidade elétrica
O conceito de susceptibilidade elétrica diz respeito a facilidade de polarização em um dado campo elétrico e é apresentada na seguinte relação de proporcionalidade para campos elétricos suficientemente baixos:
{\displaystyle {\mathbf {P} }=\varepsilon _{0}\chi _{e}{\mathbf {E} }}
onde {\displaystyle \varepsilon _{0}} é a permissividade elétrica no vácuo, {\displaystyle \chi _{e}} é susceptibilidade elétrica, {\displaystyle {\mathbf {E} }} é o campo elétrico total (incluindo o campo elétrico formado pelo material em resposta ao campo elétrico externo) e {\displaystyle {\mathbf {P} }} é o momento de dipolo por unidade de volume. Materiais que obedecem esta equação são chamados dielétricos lineares.
Sua equivalente em termos de deslocamento elétrico é dada por:
{\displaystyle {\mathbf {D} }=\varepsilon {\mathbf {E} }}
{\displaystyle \varepsilon =\varepsilon _{0}(1+\chi _{e})}
{\displaystyle {\frac {\varepsilon }{\varepsilon _{0}}}=(1+\chi _{e})=\varepsilon _{r}}
Onde {\displaystyle \varepsilon } é a permissividade do meio e {\displaystyle \varepsilon _{r}} a permissividade relativa.
Em geral, para dielétricos não lineares como cristais, é usada o tensor de susceptibilidade {\displaystyle {\mathbf {\chi } _{e}}}:
{\displaystyle P_{x}=\varepsilon _{0}({\chi _{e}}_{xx}E_{x}+{\chi _{e}}_{xy}E_{y}+{\chi _{e}}_{xz}E_{z})}
{\displaystyle P_{y}=\varepsilon _{0}({\chi _{e}}_{yx}E_{x}+{\chi _{e}}_{yy}E_{y}+{\chi _{e}}_{yz}E_{z})}
{\displaystyle P_{z}=\varepsilon _{0}({\chi _{e}}_{zx}E_{x}+{\chi _{e}}_{zy}E_{y}+{\chi _{e}}_{zz}E_{z})}
{\displaystyle {\mathbf {\chi } _{e}}={\begin{bmatrix}{\chi _{e}}_{xx}&{\chi _{e}}_{xy}&{\chi _{e}}_{xz}\\{\chi _{e}}_{yx}&{\chi _{e}}_{yy}&{\chi _{e}}_{yz}\\{\chi _{e}}_{zx}&{\chi _{e}}_{zy}&{\chi _{e}}_{zz}\end{bmatrix}}}

## Relação de Clausius-Mossoti
A fórmula de Clausius-Mossoti relaciona a constante dielétrica de um meio formado por átomos ou moléculas apolares com a polarizabilidade desses. A relação leva este nome em homenagem ao físico italiano Ottaviano-Fabrizio Mossotti, que escreveu em 1850 um livro sobre a análise da relação entre as constante dielétricas de dois meios diferentes, e o físico alemão Rudolf Clausius, que obteve explicitamente a relação em 1879 em termos dos índices de refração. A relação também pode ser escrita em termos da condutividade elétrica e é conhecida como fórmula de Maxwell e em termos da refração, conhecida como equação de Lorenz-Lorentz.
A equação de Clausius–Mossotti se aplica a dielétricos lineares e pode ser escrita na forma:
{\displaystyle \left({\frac {\varepsilon -\varepsilon _{0}}{\varepsilon +2\varepsilon _{0}}}\right){\frac {M}{\rho }}={\frac {4\pi N_{A}\alpha }{3}}}
onde
- {\displaystyle \varepsilon } é a constante dielétrica do meio
- {\displaystyle \varepsilon _{0}} é a permissividade elétrica do vácuo
- {\displaystyle M} é a massa molar da substância do meio
- {\displaystyle \rho } é sua densidade
- {\displaystyle N_{A}} é o Constante de Avogadro
- {\displaystyle N} é o número de átomos por unidade de volume
- {\displaystyle \alpha } é a polarizabilidade

| Demonstração. |
| --- |
| Num meio dielétrico linear, o momento de dipolo induzido num átomo ou molécula do meio é proporcional ao campo elétrico total {\displaystyle \mathbf {E} =\mathbf {E} _{\text{ext}}+\mathbf {E} _{\text{pol}}}, ou seja, a soma do campo externo {\displaystyle \mathbf {E} _{\text{ext}}} aplicado sobre o dielétrico com o campo gerado pelos demais átomos, agora polarizados: |
| {\displaystyle \mathbf {p} =\alpha \mathbf {E} } |
| Seja {\displaystyle \mathbf {P} } a polarização do dielétrico (i.e., o momento de dipolo elétrico por unidade de volume). O vetor deslocamento elétrico pode ser escrito como: |
| {\displaystyle \mathbf {D} =\varepsilon _{0}\mathbf {E} +\mathbf {P} =\varepsilon \mathbf {E} } |
| Logo |
| {\displaystyle \mathbf {P} =\mathbf {D} -\varepsilon _{0}\mathbf {E} =(\varepsilon -\varepsilon _{0})\mathbf {E} } |
| O cálculo do termo {\displaystyle \mathbf {E} _{\text{pol}}} proveniente da polarização do resto do material é feito da seguinte maneira: imaginamos uma cavidade esférica de raio {\displaystyle R} (representando a região do átomo ou molécula em questão) em um meio dielétrico (resto do material). O resultado efetivo dos campos de todos os outros átomos é a indução de uma densidade superficial de carga {\displaystyle \sigma _{\mathbf {b} }} sobre a superfície da esfera imaginária. Dessa forma, o campo resultante no centro da cavidade devido a {\displaystyle \sigma _{\mathbf {b} }} será tomado como aquele que age sobre o átomo ou molécula em questão {\displaystyle \mathbf {E} _{\text{pol}}}. Tomando {\displaystyle \mathbf {P} =P{\hat {\mathbf {z} }}}: |
| {\displaystyle \sigma _{\mathbf {b} }=P\cos \theta } |
| Logo |
| {\displaystyle \mathbf {E} _{\text{pol}}={\frac {1}{4\pi \varepsilon _{0}}}\int {\frac {\sigma _{\mathbf {b} }}{R^{2}}}{\hat {\mathbf {r} }}ds={\hat {\mathbf {z} }}{\frac {1}{4\pi \varepsilon _{0}}}P\int _{0}^{2\pi }d\phi \int _{0}^{\pi }\sin {\theta }\cos ^{2}{\theta }d\theta ={\frac {1}{3\varepsilon _{0}}}P{\hat {\mathbf {z} }}={\frac {1}{3\varepsilon _{0}}}\mathbf {P} } |
| Dado que o campo elétrico sobre um único átomo satisfaz {\displaystyle \mathbf {p} =\alpha \mathbf {E} } e que a polarização é a sobreposição de {\displaystyle N} dipolos em um meio, tem-se: |
| {\displaystyle \mathbf {P} =N\mathbf {p} =N\alpha \mathbf {E} =N\alpha \left(\mathbf {E} +{\frac {1}{3\varepsilon _{0}}}\mathbf {P} \right)\Rightarrow \mathbf {P} \left(1-{\frac {N\alpha }{3\varepsilon _{0}}}\right)=N\alpha \mathbf {E} } |
| Sabendo ainda que {\displaystyle \mathbf {P} =(\varepsilon -\varepsilon _{0})\mathbf {E} }: |
| {\displaystyle (\varepsilon -\varepsilon _{0})\mathbf {E} \left(1-{\frac {N\alpha }{3\varepsilon _{0}}}\right)=N\alpha \mathbf {E} } |
| Então |
| {\displaystyle (\varepsilon -\varepsilon _{0})\left(1-{\frac {N\alpha }{3\varepsilon _{0}}}\right)=N\alpha \Rightarrow {\frac {\varepsilon -\varepsilon _{0}}{\varepsilon +2\varepsilon _{0}}}={\frac {4\pi N\alpha }{3}}} |
| Ou, em termos mais convenientes que {\displaystyle N}, multiplicamos o numerador e o denominador do termo à direita pela massa {\displaystyle m} de uma molécula: |
| {\displaystyle {\frac {\varepsilon -\varepsilon _{0}}{\varepsilon +2\varepsilon _{0}}}={\frac {4\pi Nm\alpha }{3m}}} |
| E observamos que {\displaystyle Nm=\rho } é a densidade do material e {\displaystyle m={\frac {N_{A}}{M}}}, na qual {\displaystyle N_{A}} é a constante de Avogadro e {\displaystyle M} é a massa molar, tem-se finalmente: |
| {\displaystyle {\frac {\varepsilon -\varepsilon _{0}}{\varepsilon +2\varepsilon _{0}}}{\frac {M}{\rho }}={\frac {4\pi N_{A}\alpha }{3}}} |
A grande contribuição dessa fórmula foi relacionar quantidades microscópicas a parâmetros macroscópicos, dando, na época, sustentação à hipótese atômica. Como exemplo, e relação de Clausius-Mossotti possibilitou estimar as dimensões atômicas.

### Aplicação: determinação do raio molecular
Aplicando a relação de Clausius-Mossoti a moléculas neutras tomando {\displaystyle N} como o número de moléculas por unidade de volume e multiplicando o denominador e numerador do lado direito da equação pela massa {\displaystyle m} de uma molécula, temos:
{\displaystyle {\frac {\varepsilon _{r}-1}{\varepsilon _{r}+2}}={\frac {4\pi N\alpha }{3}}={\frac {4\pi \rho }{3}}{\frac {\alpha }{m}}}
onde {\displaystyle Nm=\rho } é a densidade do material.
Além disso, para dielétricos gasosos muito diluidos podemos considerar: {\displaystyle \varepsilon _{r}\rightarrow 1}. Logo:
{\displaystyle {\frac {\varepsilon _{r}-1}{\varepsilon _{r}+2}}={\frac {\varepsilon _{r}-1}{3}}}
Então:
{\displaystyle \varepsilon _{r}-1=4\pi \rho {\frac {\alpha }{m}}}
Tendo em vista que a polarização de uma molécula é aproximadamente proporcional a cubo do raio molecular {\displaystyle a^{3}}, uma relação para {\displaystyle {\frac {\alpha }{m}}} fornece o valor desse raio mediante a medida de massa da molécula.

## Energia
Diferentemente da energia dada em uma simples configuração de cargas livres, a energia de um dielétrico envolve a interação entre as cargas opostas separadas por uma distância infinitesimal, ou seja, as cargas ligadas, de modo análogo a energia de uma mola que as mantém unidas. A energia contida em um dielétrico é dada pela integral do produto escalar do deslocamento elétrico pelo campo elétrico por todo o volume do dielétrico :
{\displaystyle W={\frac {1}{2}}\int \mathbf {D} \cdot \mathbf {E} d\tau }
onde:
- {\displaystyle W}é a energia contida no dielétrico
- {\displaystyle \mathbf {D} } é o deslocamento elétrico
- e {\displaystyle \mathbf {E} } é o campo elétrico